# ガタタン

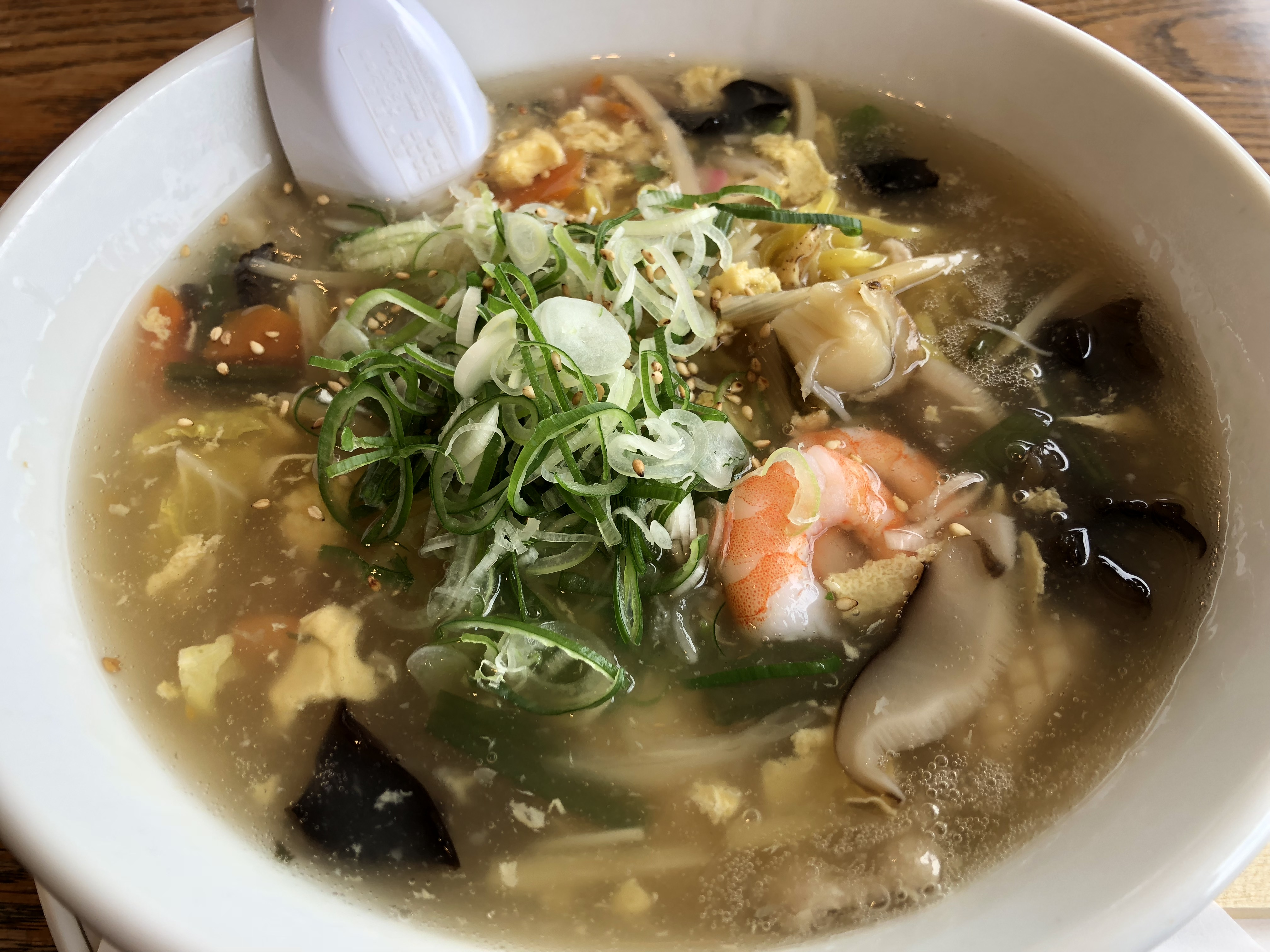
道の駅スタープラザ芦別のガタタンラーメン

ガタタン（含多湯）（がたたん）とは、北海道芦別市の郷土料理（ご当地グルメ）。多くの具を含み、とろみが付けられた中華風のスープで、市内の各料理店で提供されている。

## 概要
豚骨や鶏ガラをベースとし、野菜、豚肉、チクワ、卵などを入れたとろみのある中華スープである。
中国語で「疙瘩湯（ガーダータン）」という中国東北部家庭料理のスープに由来する。
満州からの引揚者である村井豊後之亮（むらい ぶんごのすけ）が、昭和30年代になって芦別駅前に食堂「幸楽（こうらく）」を開業し、「含多湯」を提供したのが始まりとされる。含多湯は酔客の「締めの料理」として評判となった。「幸楽」は1980年に営業を終了したが、それまでに「幸楽」で働いていた従業員や村井から調理法を学んだ料理人たちがそれぞれの店でガタタンを提供するなった。
芦別市内では10を超える飲食店でガタタンが提供されており、日本全国的なB級グルメブームと地元の観光協会による積極的な宣伝とが相まって、北海道のメディアで多数採り上げられるようになった。
「ガータ」を「片栗粉や上新粉で作るすいとんのような団子」とし、これが入っていることでガタタンと説明されることもある。ガタタンラーメン、ガタタンチャーハンというアレンジもある。

## 歴史

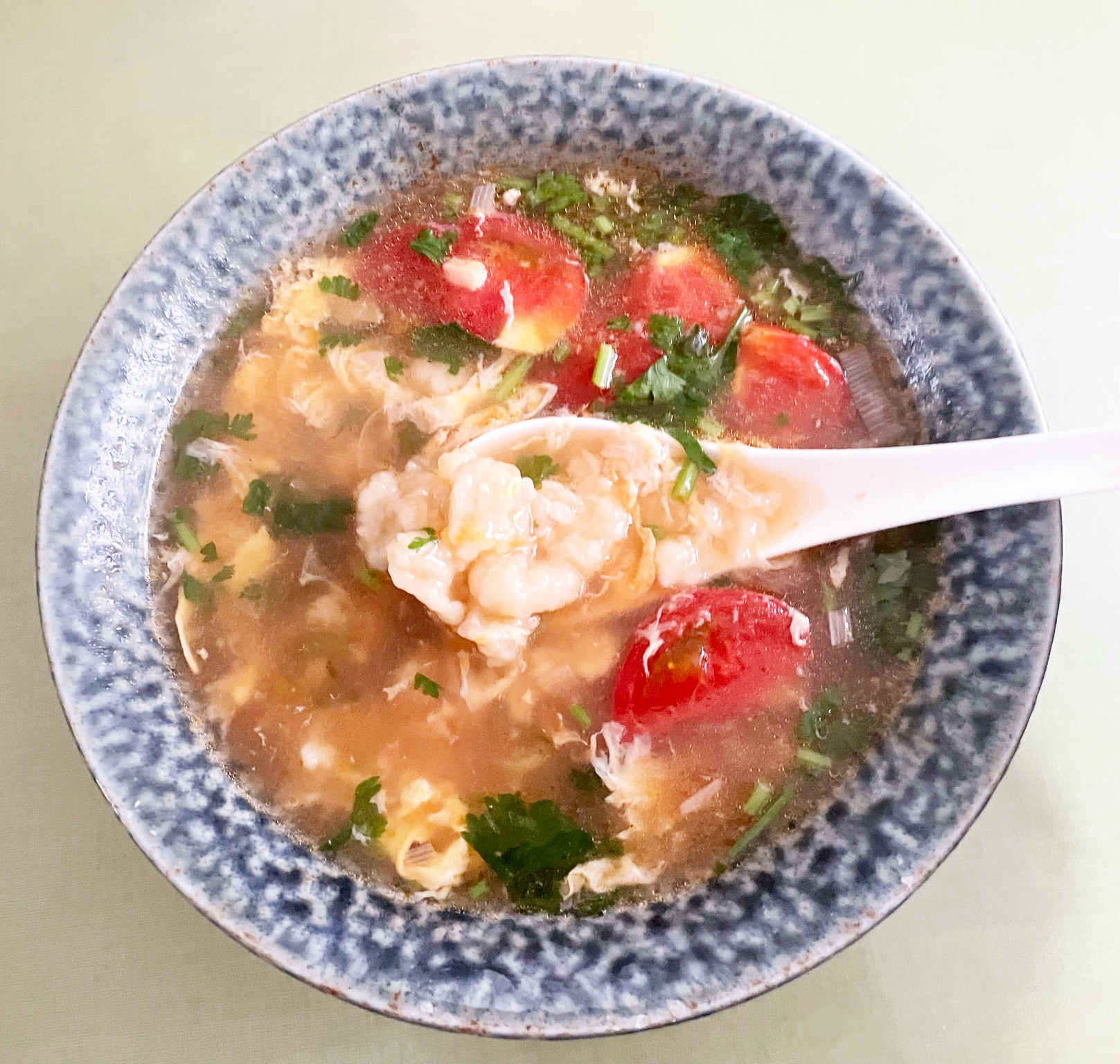
中国の「疙瘩湯」

中国東北部（旧満州国）地域の家庭料理「疙瘩湯（gēda tāng、グーダタン）」、「疙瘩兒湯（gēdar tāng、グーダルタン）」が原型といわれる。中国東北部のこの料理は、水でこねた小麦粉などの穀物の粉を1-3cmほどの細かな粒状に丸めて、肉類、野菜などと共に煮た水団（すいとん）の一種で、軽い主食として食べられることが多い。「疙瘩」は「疣（いぼ）」やおできのことであるが、まずひも状に捏ねてから、千切って丸めた小さな水団のことも、外観や大きさが似ていることから同じ呼び方、または小麦粉製であることから「麺疙瘩」と呼ばれている。ひも状の麺類よりも簡単に作れるため、ごく一般的な家庭料理であるが、中国の東北料理を出す料理店などでも提供されており、東京などにある中国東北料理店で提供されている例もある。北京では類似の小麦粉のもの、もしくはアワの粉やトウモロコシの粉で作ったラグビーボール型のものを「尜尜兒、嘎嘎兒（gágar、ガーガル）」と呼びこれを使ったスープ料理は「尜尜兒湯、嘎嘎兒湯（gágar tāng、ガーガルタン）」と呼んでいる。
芦別のガタタンは、第二次世界大戦後に芦別へ移住した引揚者である中華料理店のオーナーがこの「疙瘩湯」を応用して提供した料理とされる。芦別炭鉱が操業していた時代から提供されており、炭鉱で働く人たちのエネルギーになるということで、外食だけではなく家庭料理としても食べられていたが 、2005年頃から炭鉱閉山後の地域活性化を目指す芦別市による観光振興の一環として、市内の各料理店との協力によってガタタンの観光資源化が志向され、2006年には「芦別ガタタンラーメン」が芦別振興公社によって商標登録がなされた。また、北海道内（特に札幌市内）や東京のイベントにおいてもガタタンが紹介され、テレビ番組での紹介例も生まれた。芦別の炭鉱の労働者たちに愛された料理として、「炭鉄港めし」の一つとして認定されている。
現在、芦別市の観光情報ページでは市内13カ所（6か所2025年4月現在）のガタタン提供店が紹介されている。